# Audrey Kwon
Audrey Kwon, född 16 juni 2006, är en amerikansk konstsimmare.

## Karriär
I juli 2023 vid VM i Fukuoka var Kwon en del av USA:s lag som tog silver i det akrobatiska lagprogrammet och brons i det tekniska lagprogrammet. I november 2023 vid panamerikanska spelen i Santiago var hon en del av USA:s lag som tog silver i lagtävlingen.
I februari 2024 vid VM i Doha var Kwon en del av USA:s lag som tog brons i både det akrobatiska och det fria lagprogrammet. Vid olympiska sommarspelen 2024 i Paris var hon en del av USA:s lag som tog silver i lagtävlingen.